# 企業資産管理
企業資産管理（英: enterprise asset management, EAM）は、組織の有形資産の保守管理を、各資産のライフサイクル全体を通して行う仕組みのこと。 企業資産管理では、関連する優先順位、スキル、資料、ツール、情報を使用して、必要な保守活動を計画、最適化、実行、追跡する。 保守活動には、設備の設計、建設、試運転、運用、保守、廃止措置、交換などがある。
「企業 (エンタープライズ)」は、部門、場所、施設にまたがる企業内の資産の範囲を指し、場合によっては、財務およびGL、人事および給与などの機能にも対応する。企業では建物、設備、機械などの固定資産、または車両、船、移動装置などの移動資産など、さまざまな有形資産が管理されている。価値の高い有形資産のライフサイクル管理には、作業の回帰的な計画と実行が必要となる。

## 歴史
企業資産管理は、有形資産の保守をコンピュータ化する設備保全管理システム（CMMS）の拡張として生まれた。 

## 企業資産管理ソフトウェア
企業資産管理ソフトウェアは、公共事業または資産集約型組織の運営のあらゆる側面を処理するコンピューターソフトウェアである。企業資産管理ソフトウェアには、資産ライフサイクル管理、予防保全スケジューリング、保証管理、統合モバイルワイヤレスハンドヘルドでの利用、ポータルベースのソフトウェアインターフェイスなどの機能が含まれている。モバイルデバイスの広がりも企業資産管理ソフトウェアに影響を与え、モバイル企業資産管理となった。 

## 代表的な企業資産管理(EAM)ソフトウェア
- Intelligent Asset Management ソリューション (SAP)
- IBM Maximo (IBM)

## 資料
- Baird, G. (May 2011). “Defining Public Asset Management for Municipal Water Utilities”. Journal American Water Works Association (American Water Works Association) 103 (5):  30.
- 物理的資産管理（Springer出版） Nicholas Anthony John 、2010年。
- Pascual、R。 "El Arte de Mantener"、PontificiaUniversidadCatólicadeChile、サンティアゴ、チリ、2015年。